# Adam Cybulski-Łada
Adam Cybulski-Łada, ps. Adam de Lada; Adam de Łada; Adam Łada (ur. 23 czerwca 1878 w Grabownicy Starzeńskiej, zm. w maju 1957 w Cannes) – krytyk literacki, historyk sztuki i poeta.

## Biografia
Syn agronoma Tadeusza Cybulskiego i jego żony Zofii. Urodził się w Grabownicy Starzeńskiej w 1878 roku.
W latach 1903–1908 był współredaktorem pisma „Sztuka Polska”. W latach 1905–1912 był sekretarzem w Akademii Sztuk Pięknych w Krakowie. Pracował też jako wykładowca na tej uczelni w stopniu naukowym docenta. Po pierwszej wojnie światowej osiadł na stałe we Francji. 
Pisał przede wszystkim wspomnienia o Wyspiańskim. Do ważniejszych prac zalicza się: Le mystère de la Pologne, W mroku jaśniejące słowo i Rzecz wstępna o teatrze Stanisława Wyspiańskiego (wyd. 1922). Dokonał przekładów dramatów Stanisława Wyspiańskiego: Protesilas i Laodamia, Wesele, Klątwa i Sędziowie na język francuski.